# Одеса-Застава I (моторвагонне депо)
Моторвагонне депо «Одеса-Застава I» (РПЧ-9 «Одеса-Застава I», до 2015 року — відокремлений структурний підрозділ «Моторвагонне депо Одеса-Застава I» державного підприємства «Одеська залізниця», до 2008 року — ТЧ-9 Одеса-Застава I) — підприємство залізничного транспорту.
Підпорядковується службі приміських пасажирських перевезень Одеської залізниці.
Депо здійснює поточне утримання та різні види ремонту рухомого складу — поточний ремонт першого, другого та третього об'ємів, а також технічний огляд (ТО-2 і ТО-3).
Станом на 2010 рік підприємство забезпечувало приміські пасажирські перевезення 26 електропоїздами (125 секцій) змінного струму, які обслуговували 5 областей: Вінницьку, Кіровоградську, Миколаївську, Одеську та Черкаську.
Розташоване на станції Одеса-Застава I.

## Історія
Моторвагонне депо розпочало свою роботу 1 вересня 1980 року.
Для покращення екологічної ситуації в курортній зоні з 1994 року депо експлуатує  електрорухомий склад.

## Структура
Підприємству підпорядковується оборотне моторвагоне депо Знам'янка (РПД-7).

## Рухомий склад
- Електропоїзди ЕР9.
- ДПКр-3 (2 склади). З 20 листопада 2021 року ДПКр-3-003 обслуговує маршрут поїзда «Дунайський експрес» сполучення Одеса — Ізмаїл. 28 листопада 2021 року до моторвагонного депо Одеса-Застава І надійшов другий сучасний дизель-поїзд ДПКр-3-004, який також призначений для обслуговування другої пари поїзда «Дунайський експрес»[4].